# Jorge Acuña (calciatore 1978)
Jorge Cristian Acuña Concha (Ovalle, 31 luglio 1978) è un ex calciatore cileno, di ruolo centrocampista.

## Palmarès

### Club

#### Competizioni nazionali
- Campionato cileno: 2

Universidad Católica: Apertura 2002, Clausura 2005
- Coppa del Sudafrica: 1

Mamelodi Sundowns: 2008